# Alien Sex Fiend
Alien Sex Fiend är ett gothband från 1980-talet. 
Alien Sex Fiend bildades på klubben Batcave i London (där sångaren Nik Wade arbetade) av makarna Wade tillsammans med David James (aka. Yaxi Highrizer (gitarrist)) och Johnny "Ha Ha" Freshwater (trummis). Bandet blev snabbt känt inom den gotiska musikscenen för sin psychobilly, mörka elektroniska musik, starka samplingar och loopingar samt mixade röster. Wade hade tidigare varit medlem i de Alice Cooper-inspirerade banden The Earwigs och Mr. & Mrs. Demeanour, och senare även punkbandet Demon Preachers (senare kända som The Demons). De spelade in en kassett (The Lewd, The Mad, the Ugly and Old Nick) tillsammans med Martin Glover från Killing Joke, vilket gav dem publicitet i den brittiska musikpressen. De skrev kontrakt med Cherry Red-etiketten Anagram Records, och släppte där sin första singel, "Ignore the Machine" i augusti 1983. Bandet blev snabbt framgångsrika på den brittiska independentlistan med denna singel och nådde sjätte plats. Efter detta har ytterligare elva singlar och fem fullängdsskivor hamnat bland de 20 bästa placeringarna fram till 1987.
Alien Sex Fiend blev också populära i Japan och släppte en live-skiva inspelad där 1985. Freshwater lämnade bandet 1985 och gruppen fortsatte på tre medlemmar och medverkade på Alice Coopers turné The Nightmare Returns 1986. Bandet blev 1988 en duo bestående av makarna Wades när James lämnade. De spelade in en singel under namnet The Dynamic Duo innan de fortsatte under namnet Alien Sex Fiend, där de använde elektroniska instrument och samplingar mer som del av deras ljud. Rat Fink Jr. (trummor och gitarr) och Doc Milton (keyboard) anslöt sig till bandet som nu återigen blev fyra medlemmar. 1996 blev Alien Sex Fiend åter en duo när både Fink och Milton lämnade bandet (Milton fortsatte spela trummor i UFX). Duon startade det egna skivbolaget 13th Moon samma år.

## Diskografi (i urval)
Studioalbum
- Alien Sex Fiend (1982)

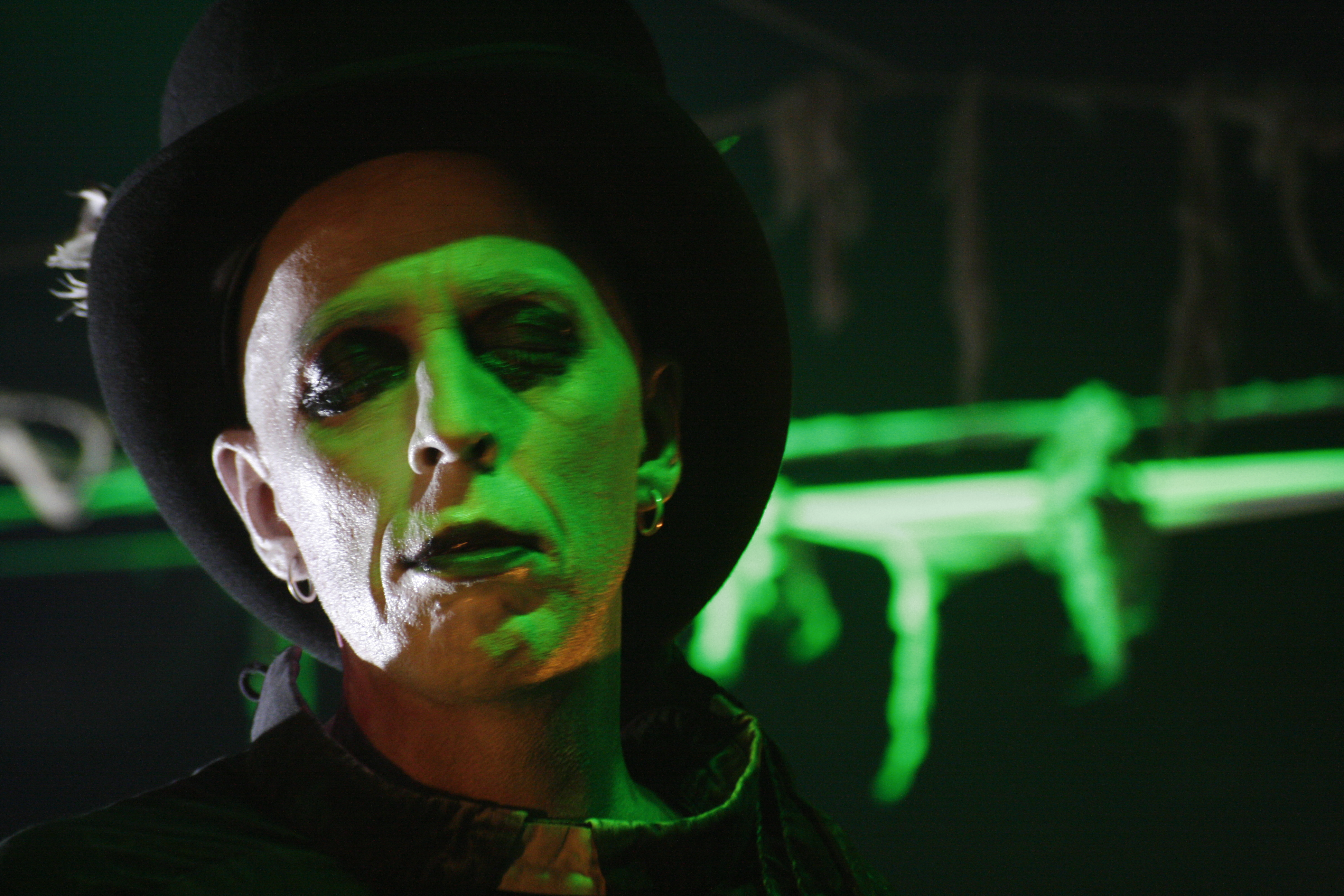
Nik Fiend uppträder med Alien Sex Fiend i Paris 2007.

- Who's Been Sleeping in My Brain? (1983)
- The Lewd The Mad The Ugly And Old Nick (1983)
- Acid Bath (1984)
- Maximum Security (1985)
- "It" The Album (1986)
- Here Cum Germs (1987)
- Another Planet (1988)
- Curse (1990)
- Open Head Surgery (1992)
- Inferno - The Odyssey Continues (1994)
- Nocturnal Emissions (1997)
- Information Overload (2004)
- Death Trip (2010)
- Possessed (2018)

Livealbum
- Turn The Monitors Up (1984)
- Liquid Head In Tokyo (1985)
- Too Much Acid? (1989)
- The Altered States Of America (1993)
- Flashbacks! (Live 1995-98) (2001)
- Zombified (2002)

EP
- The Impossible Mission Mini L.P. (1987)
- Inferno: The Mixes (1995)

Samlingsalbum (urval)
- The First Alien Sex Fiend Compact Disc (1986)
- The Legendary Batcave Tapes (1993)
- Para-Abnormal (2006)